# Kot syberyjski

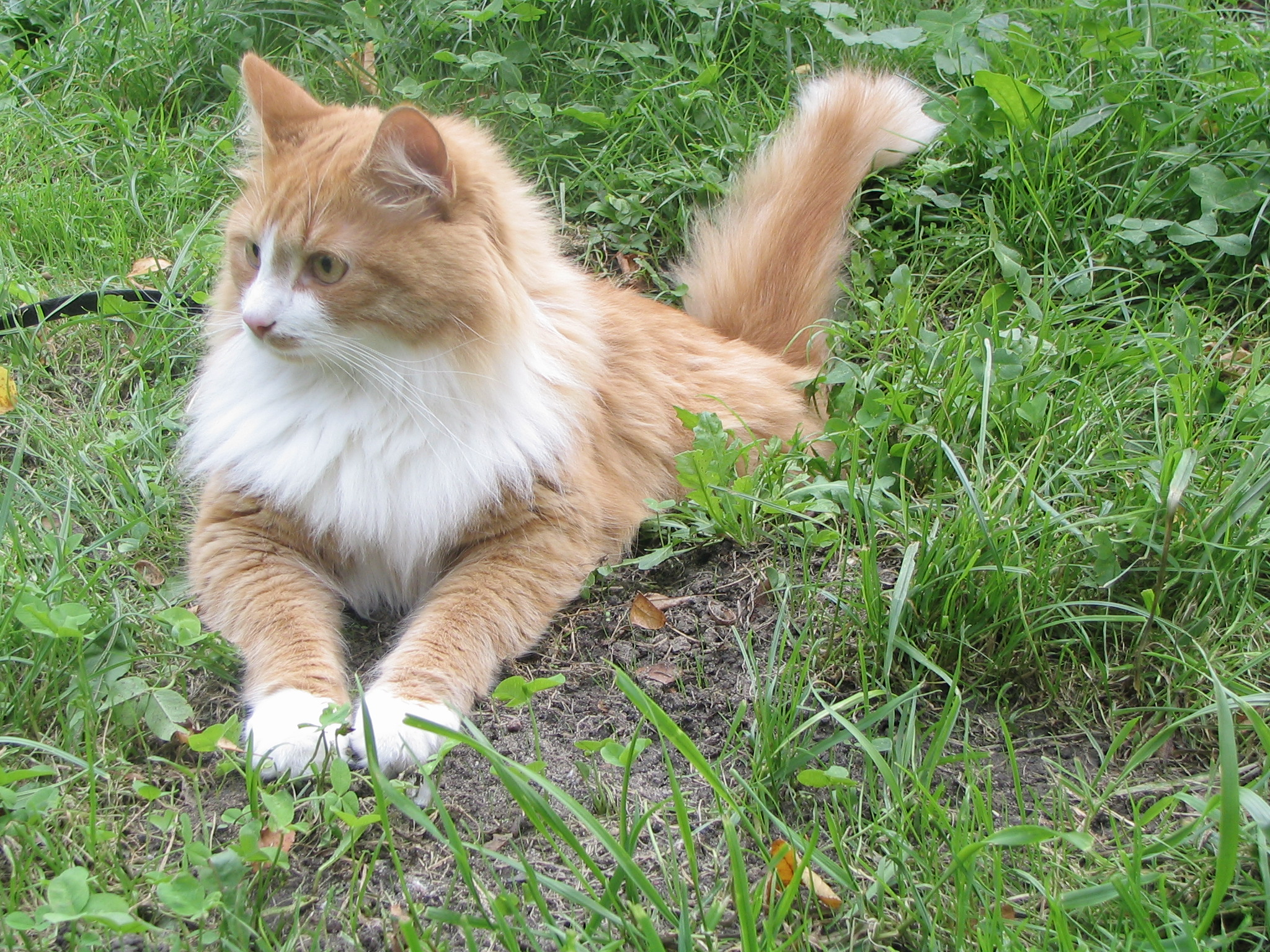
Tofik - kocur syberyjski o rudym umaszczeniu.

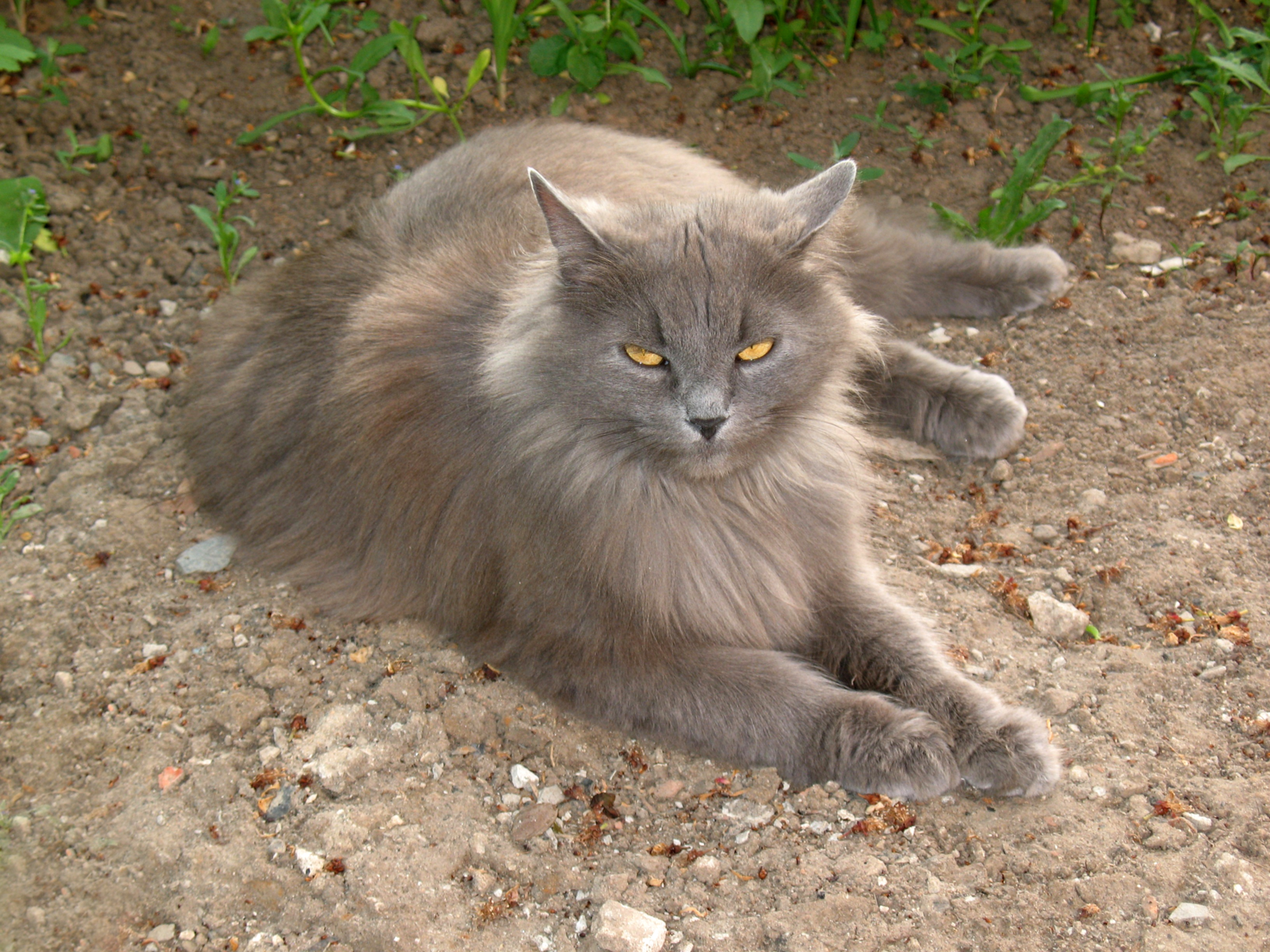

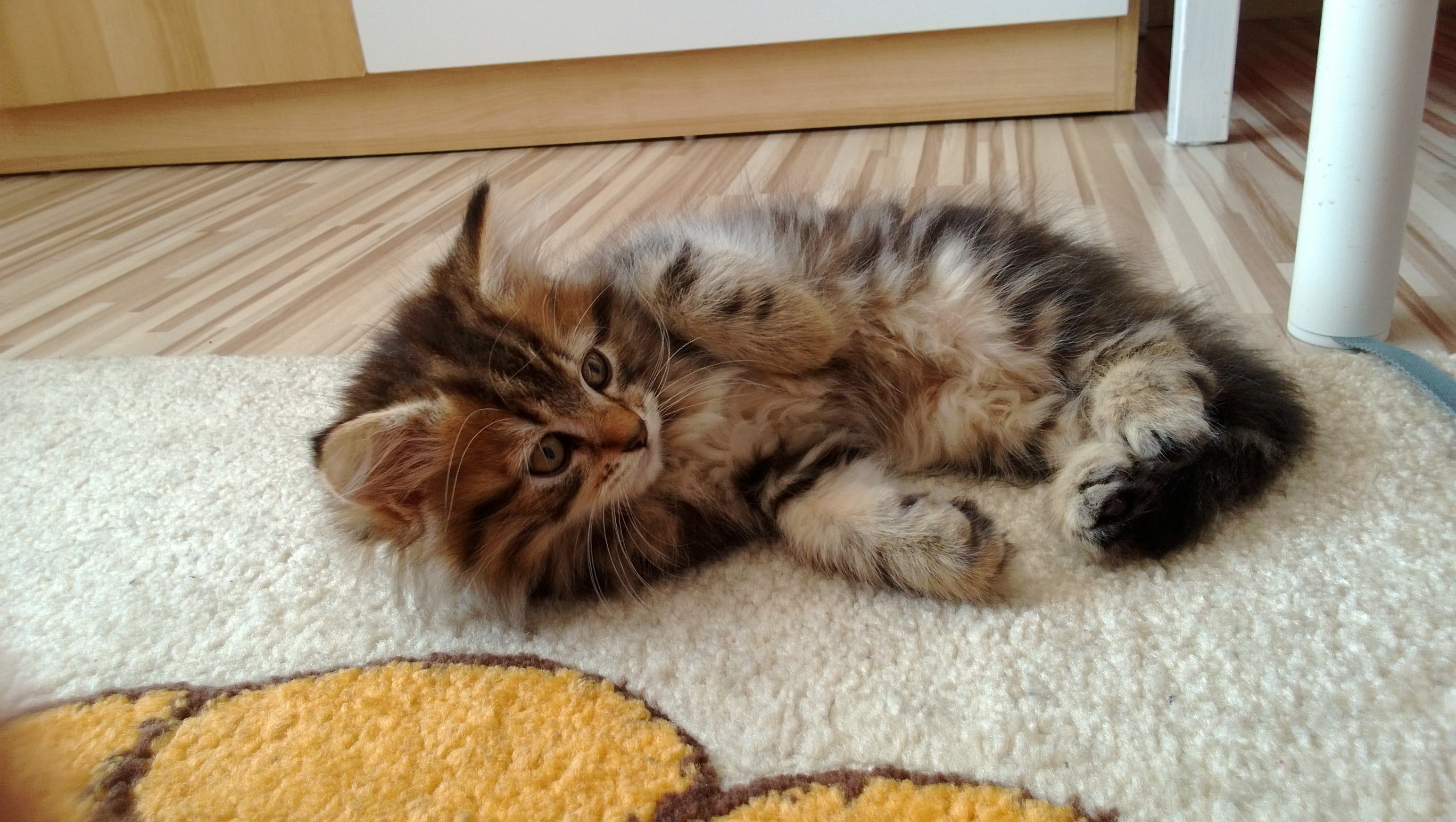
Kotka - 7 tygodni

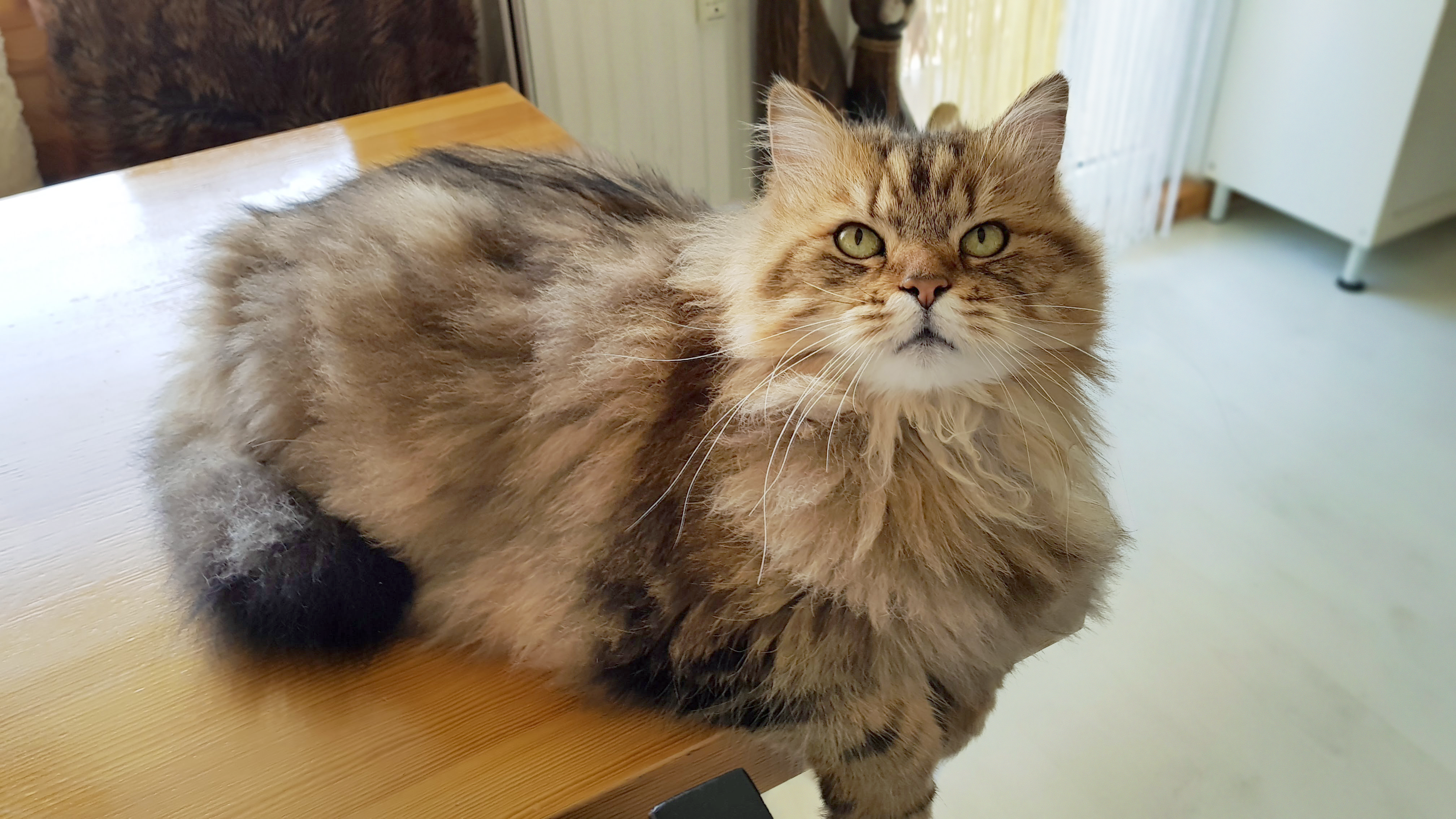
Ta sama kotka w wieku pięciu lat.

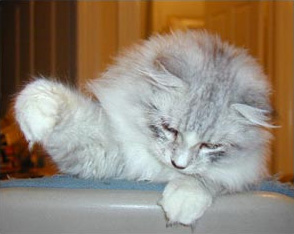
Vaselyok Fillimor - Kot syberyjski, czterokrotny Grand Champion TICA

Kot syberyjski – rasa kota, zaliczana do ras półdługowłosych, pochodząca z Syberii. Zarejestrowana w FIFe dopiero w 1998 roku.
Panuje przekonanie, że koty tej rasy nie uczulają ludzi tak jak koty innych ras, ponieważ ich ślina zawiera mniej białka fel d1.

## Historia rasy
Kot syberyjski to przedstawiciel jednej z naturalnych ras półdługowłosych. Oznacza to, że jego ewolucja przebiegała bez udziału człowieka. Początki rasy datuje się na XVII w., choć niektóre źródła podają nawet XI w. Pochodzi z Syberii i dlatego jest jednym z najczęściej występujących kotów domowych w Rosji. Kot ten został upowszechniony poza Rosją stosunkowo niedawno, na Zachodzie dopiero po upadku ZSRR. Rasę w 1989 r. odkryło w Związku Radzieckim małżeństwo Schultz, miłośnicy kotów z ówczesnego NRD. Zakupili kilka okazów w Leningradzie. Krótkie dzieje tej rasy w krajach zachodnich sprawiają, że jej dokumentacja genealogiczna jest nader skąpa. W Polsce hodowlę tej rasy rozpoczęto w roku 1989, kiedy to Jolanta Sztykiel sprowadziła pierwszego kota syberyjskiego.

## Charakter
Koty syberyjskie to zwierzęta ruchliwe, żywiołowe, z dużym temperamentem. Są bardzo przyjacielskie, uczuciowe. Nie są agresywne, nie mają również niszczycielskich zapędów. Koty te bardzo lubią wspinać się i skakać, co potwierdza ich częste odpoczywanie na wysokich półkach i szafach. Są wspaniałymi myśliwymi. Jest prawdopodobne, że mieszkańcy Syberii używali ich jako „stróża” domu, ponieważ potrafił reagować mruczeniem na widok zbliżającego się obcego. W rodzinie jest serdeczny i towarzyski, nienatarczywy, niezależny. Koty syberyjskie na ogół są odważne i pewne siebie, bez problemu przystosowują się do nowych sytuacji. Jednak czasami w obrębie rasy zdarzają się osobniki nieśmiałe, które będą wiodły bardziej ustabilizowany tryb życia.

## Wzorzec rasy
Koty syberyjskie mają szerokie uszy, z wystającymi frędzelkami, lekko skośne, duże oczy, frędzelki między poduszkami, na łapkach, portki na tylnych łapach. 

### Ogólnie
Wielkość – średni lub duży, samice najczęściej mniejsze od samców. Samce od 8 do ponad 10 kg, samice do 6 kg. Ma masywne ciało o mocnym kośćcu.

### Głowa
Kształt – nieco dłuższa, niż szeroka, łagodnie zaokrąglona.
Czoło – szerokie, lekko zaokrąglone.
Policzki – kości policzkowe dobrze rozwinięte, wysoko osadzone.
Nos – średniej długości, szeroki.
Broda – delikatnie cofnięta, profil pokazuje zakrzywioną linie od podbródka do nosa.

### Uszy
Kształt – średniej wielkości, szeroko otwarte u nasady, zaokrąglone na końcach.
Umiejscowienie – dość szeroko rozstawione, lekko nachylone ku przodowi. Wychodzą z nich kosmyki sierści.

### Oczy
Kształt – duże, lekko owalne, osadzone dość daleko od siebie.
Kolor – jednolity, każdy kolor jest dopuszczany oprócz niebieskiego ; preferowany zielony lub bursztynowy

### Korpus
Struktura – mocny kościec, muskularny, mocny kark, szeroka klatka piersiowa

### Kończyny
Nogi – średniej długości, proporcjonalne do tułowia, mocne.
Łapy – duże, okrągłe, z pęczkami długich włosów między palcami.

### Ogon
Ogon – szeroki i mocny u nasady, stopniowo zwężający się ku końcowi. Równomiernie puszysty. Sierść na ogonie gęsta i długa. Jeżeli uchwyci się ogon za koniec i uniesie, sierść nie powinna rozpadać się. Ogon średniej długości, zawinięty wzdłuż boku powinien dochodzić do łopatki.

### Futro
Struktura – półdługie, bardzo gęste, włos okrywowy twardy, błyszczący, nieprzemakalny, wydłużający się od łopatek do zadu, opadający na boki i górną cześć ogona. Podszerstek podwójny, gęsty i zwarty w porze zimowej, nieznaczny w porze letniej. Sierść nigdy nie zbija się w kołtuny. Sierść zdobiąca jest długa i gęsta, występuje w formie grzywy i kołnierza (tzw. kryza), lecz nie powinna być zbyt przerośnięta. We współczesnych tendencjach dopuszcza się dwie formy kołnierza - albo okrągły (równy na całej długości), lub owalny (dłuższy po bokach, a pod podbródkiem krótszy). Nie jest dopuszczalny kołnierz trójkątny, jak u kotów norweskich leśnych. Na klatce piersiowej sierść zwarta i gęsta (tzw. żabot). Szeroki kołnierz podkreśla dostojny wygląd kota syberyjskiego. Za grzywą na szyi sierść trochę krótsza, co tworzy granicę między masywną głową i masywnie zbudowanym tułowiem. Okazałe „portki” i puszysty ogon.
Kolor – koty syberyjskie dzieli się obecnie na dwie odmiany kolorystyczne: tzw. klasyczne i Neva Masquarade. Wśród kotów umaszczonych klasycznie dopuszczalne są wszystkie kolory, wliczając wszystkie odmiany kolorystyczne z białym, z wyjątkiem kolorów: czekoladowego, liliowego, cynamonowego i oznaczeń. Występowanie koloru białego jest dozwolone m.in. jako biała gwiazda (płomyk), biały medalion, biała klatka piersiowa, biały na brzuchu, białe łapy oraz bicolour, arlekin, van. Umaszczenie Neva Masquarade to znaczenia typu point (maska, uszy, łapy, ogon).